# Joseph Albert Rosario

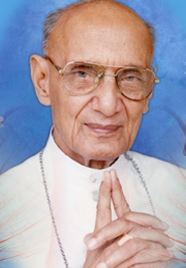
Joseph Albert Rosario, 1998

Joseph Albert Rosario MSFS (* 30. Mai 1915 in Nagpur, Maharashtra, Indien; † 31. Juli 2011) war ein indischer römisch-katholischer Ordensgeistlicher und Bischof von Amravati.

## Leben
Joseph Albert Rosario trat der Ordensgemeinschaft der Missionare des hl. Franz von Sales bei und empfing am 29. September 1944 die Priesterweihe.
Am 8. Mai 1955 ernannte ihn Papst Pius XII. zum ersten Bischof des mit gleichem Datum errichteten Bistums Amravati. Der Internuntius in Indien, Erzbischof Martin Lucas SVD, spendete ihm am 13. November desselben Jahres die Bischofsweihe. Mitkonsekratoren waren der Bischof von Visakhapatnam, Joseph-Alphonse Baud MSFS, und der Erzbischof von Nagpur, Eugene Louis D’Souza MSFS.
Er war Konzilsvater aller vier Sitzungsperioden des Zweiten Vatikanischen Konzils.
Papst Johannes Paul II. nahm am 1. April 1995 seinen altersbedingten Rücktritt an.